# Bad Homburg vor der Höhe
Bad Homburg vor der Höhe is een plaats in de Duitse deelstaat Hessen. Het is de Kreisstadt van de Hochtaunuskreis en heeft daarbinnen Sonderstatus. Naburige plaatsen zijn onder andere Friedrichsdorf, Königstein im Taunus en Kronberg im Taunus.
De stad was van 1815 tot 1866 de hoofdstad van het landgraafschap Hessen-Homburg.
Bezienswaardigheden zijn:
- Kurpark, in 1856 aangelegd door de bekende Pruisische tuin- en landschapsarchitect Peter Joseph Lenné;

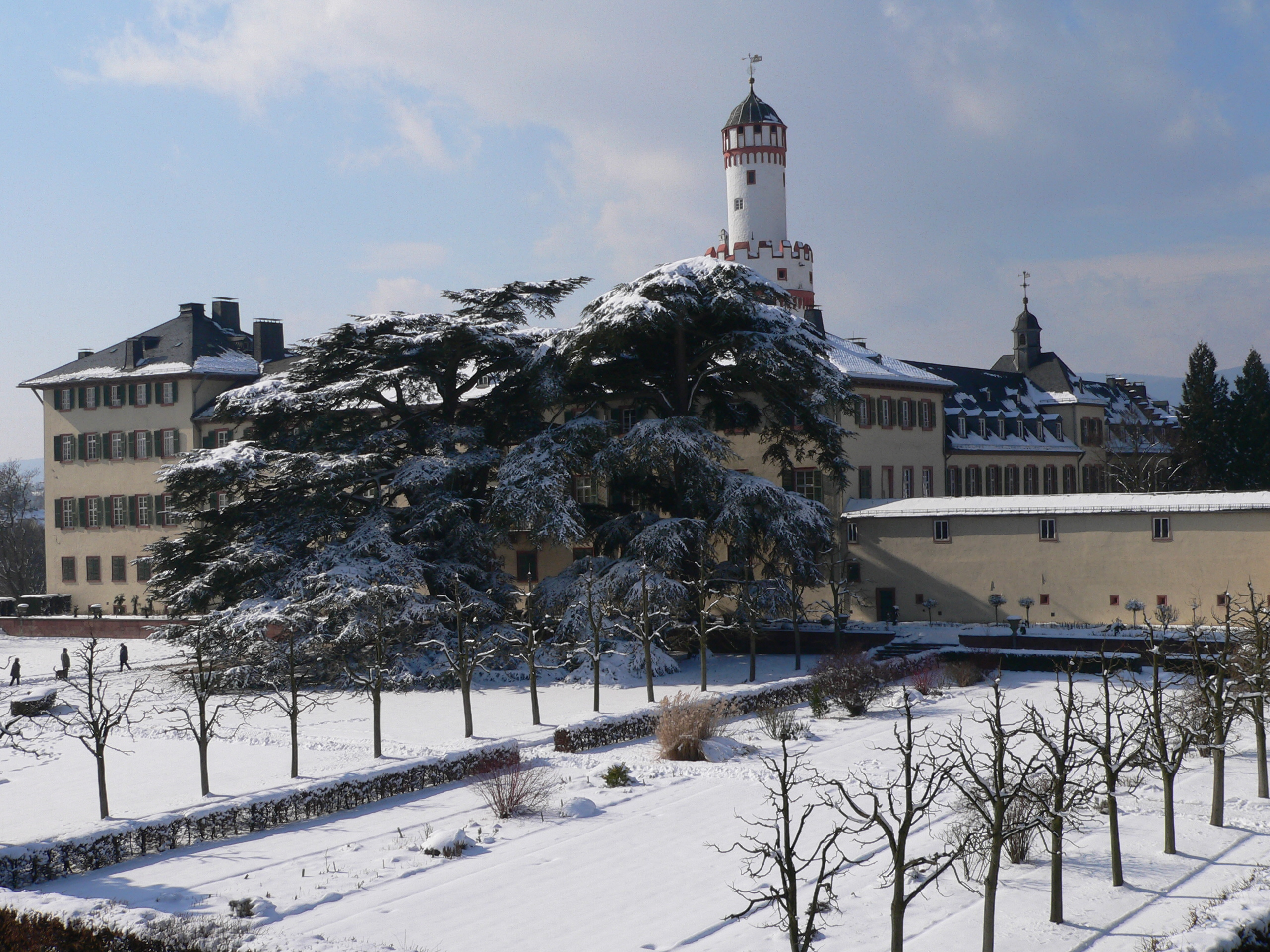
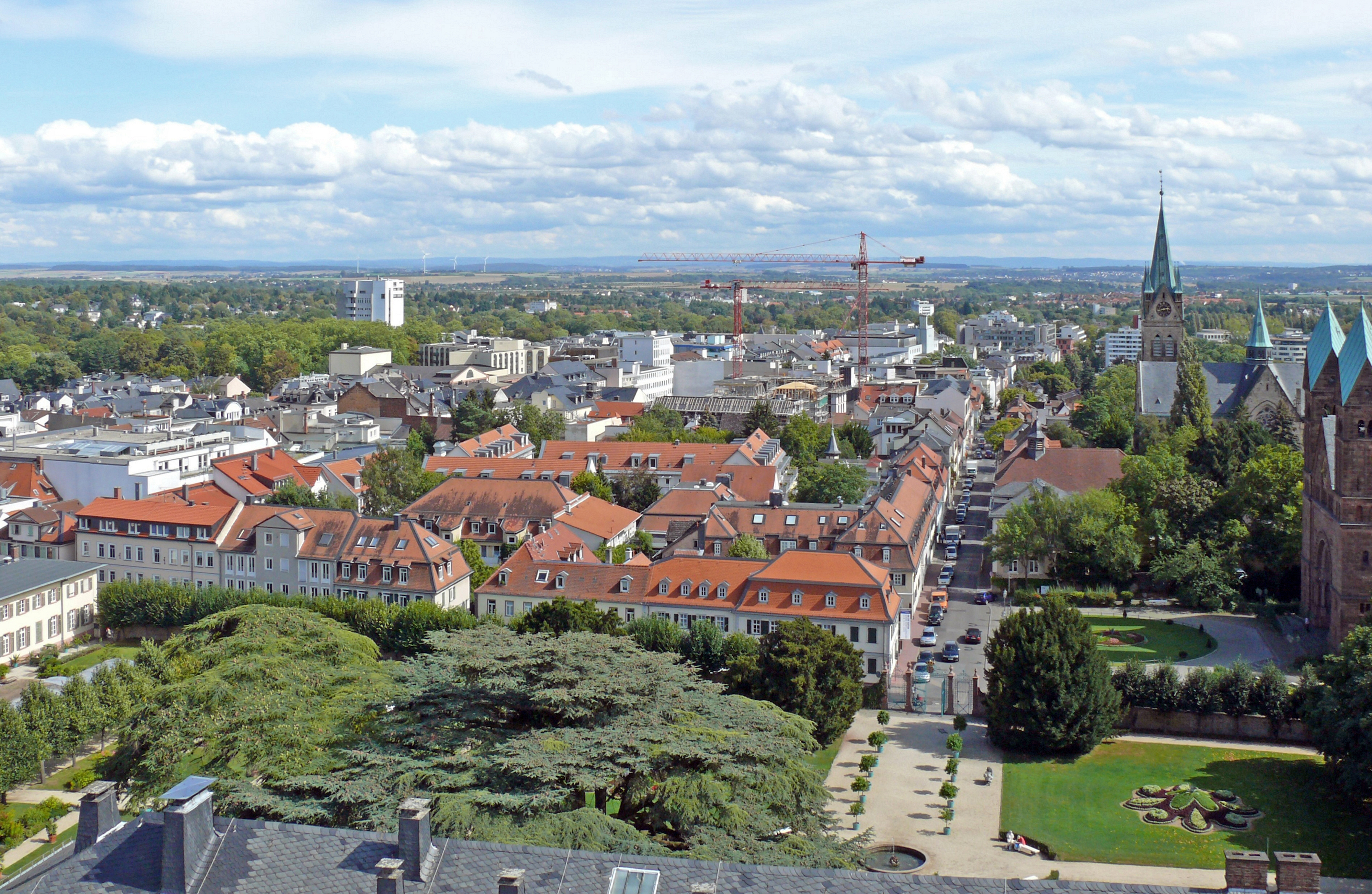
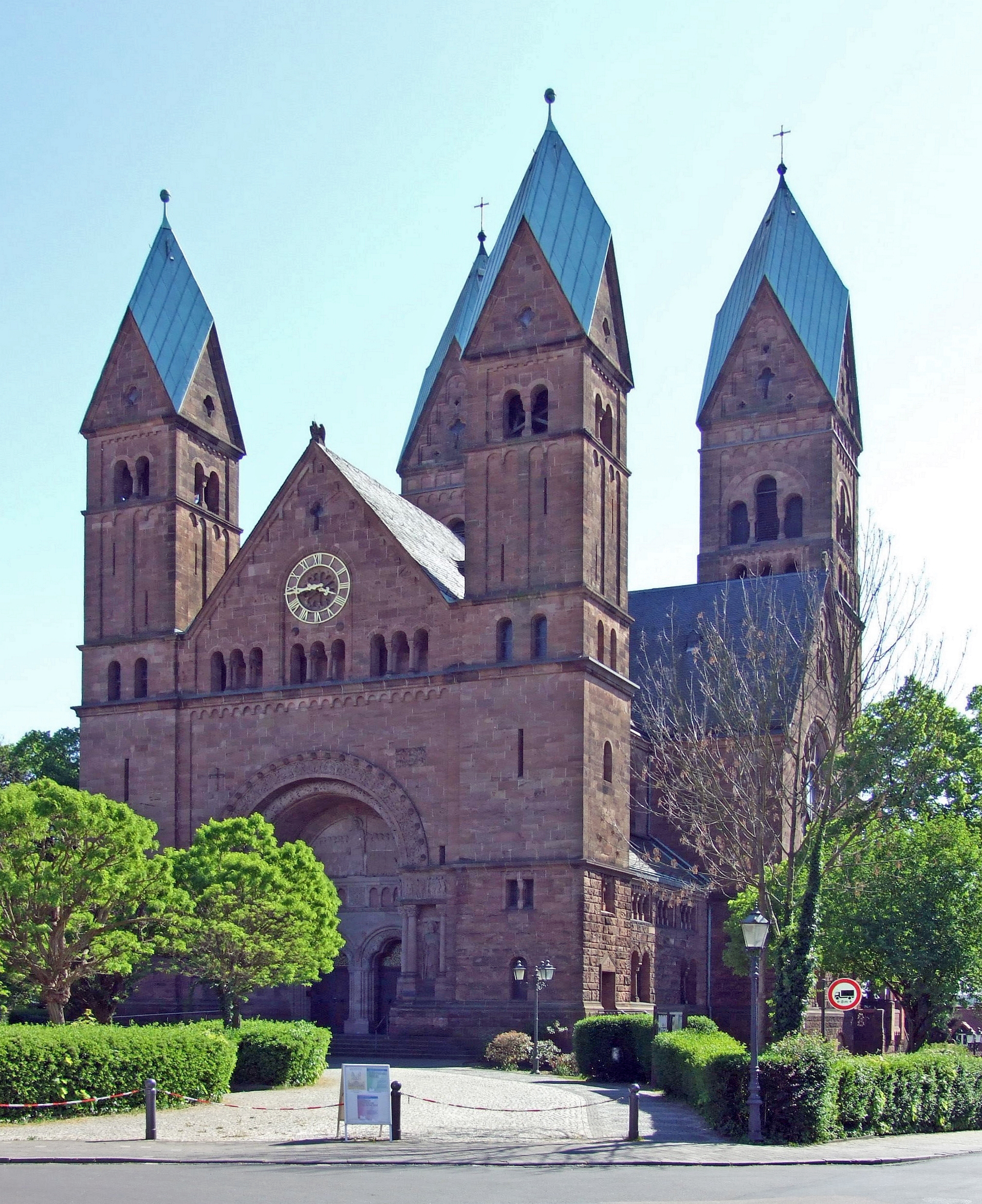
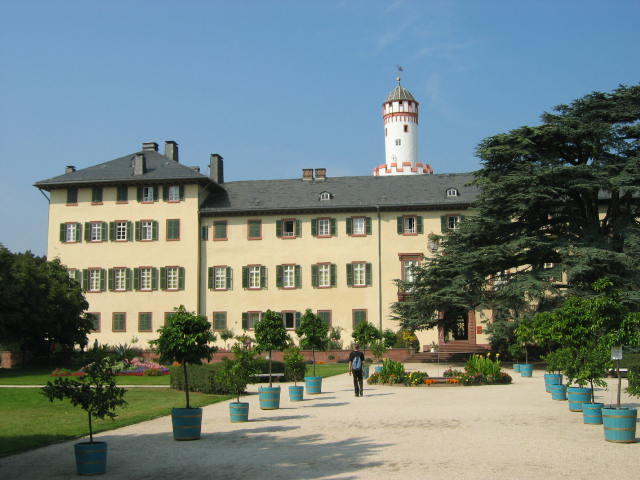
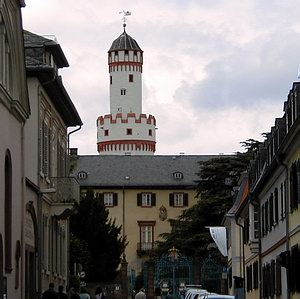
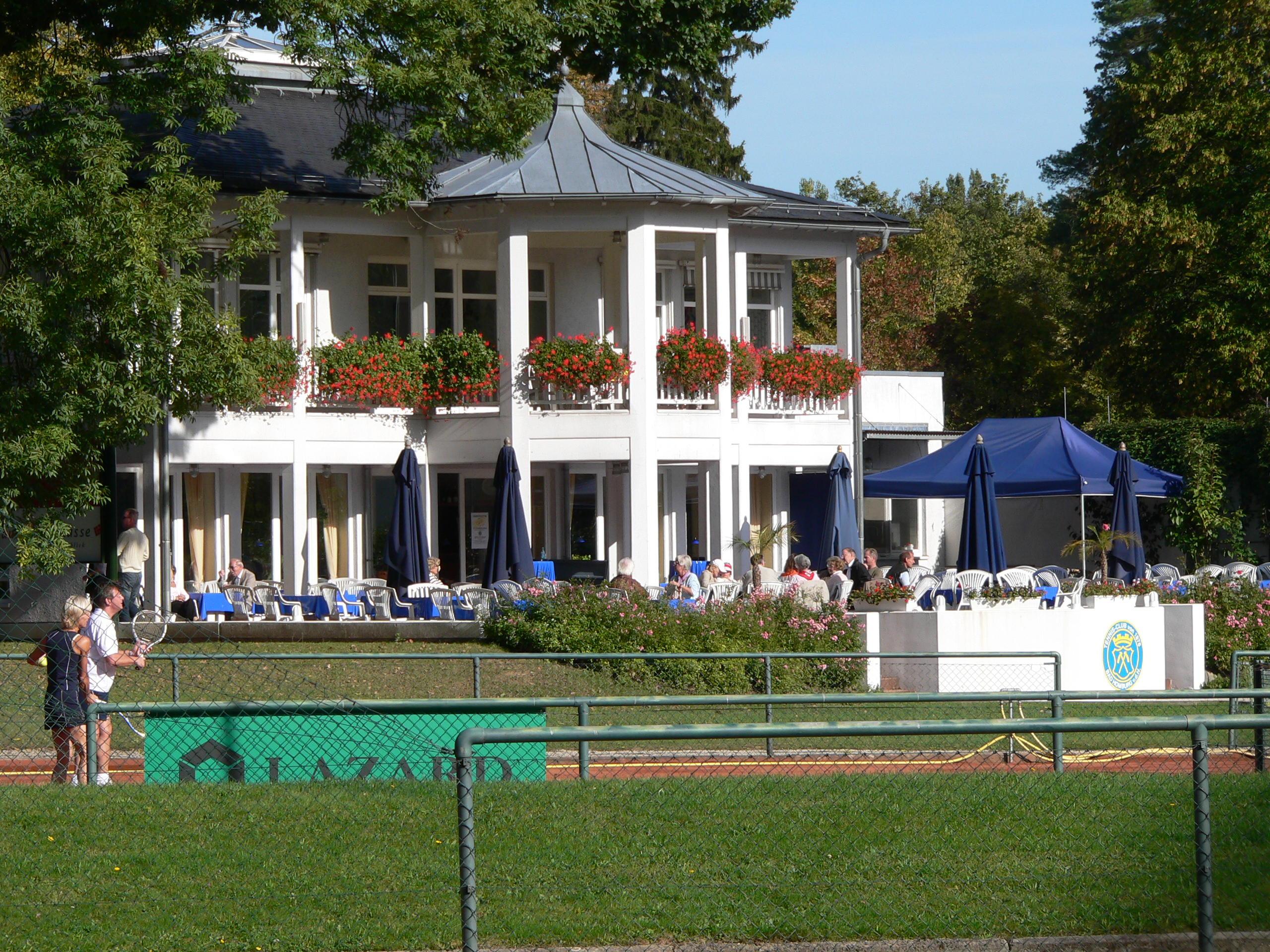
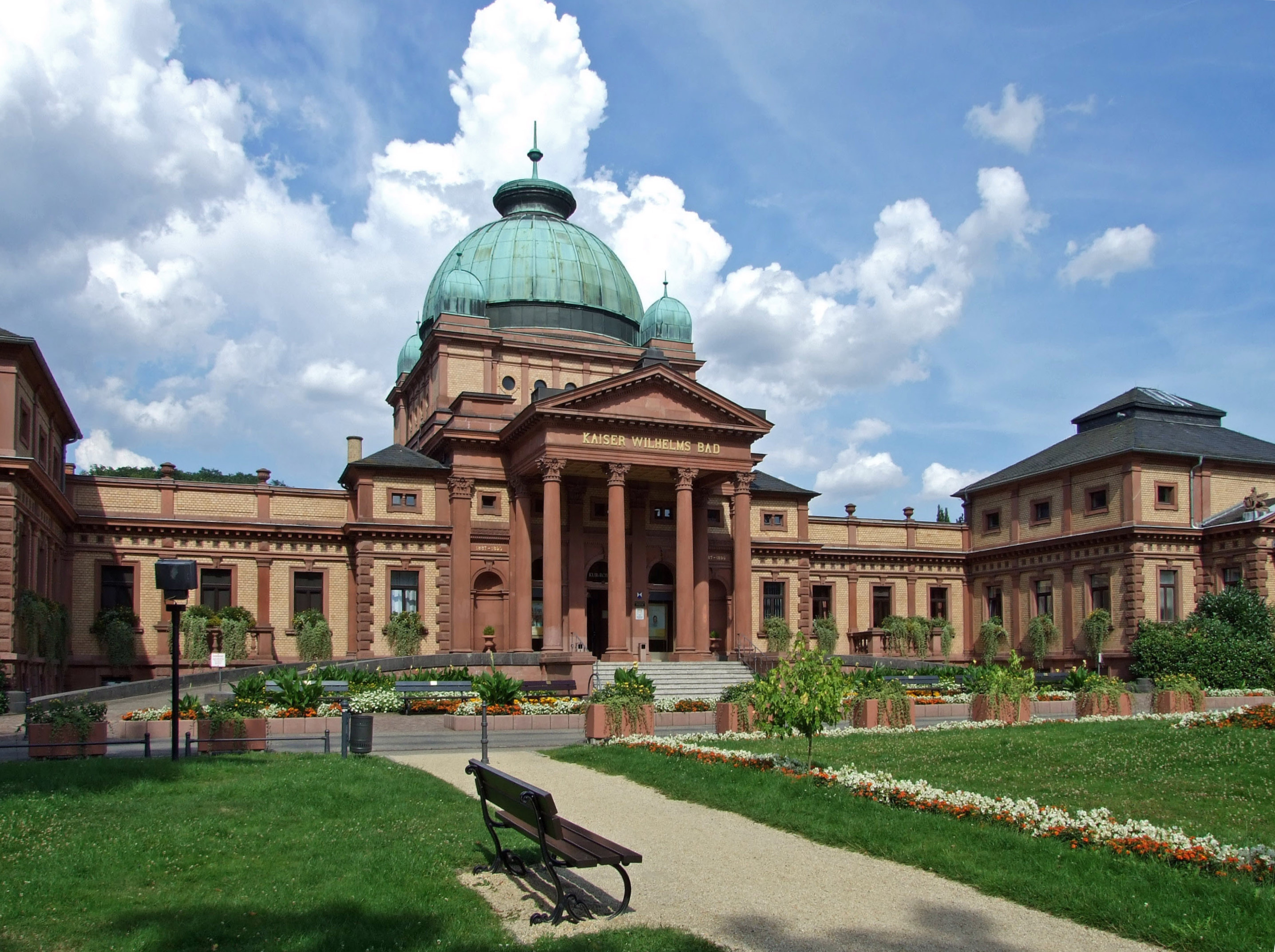
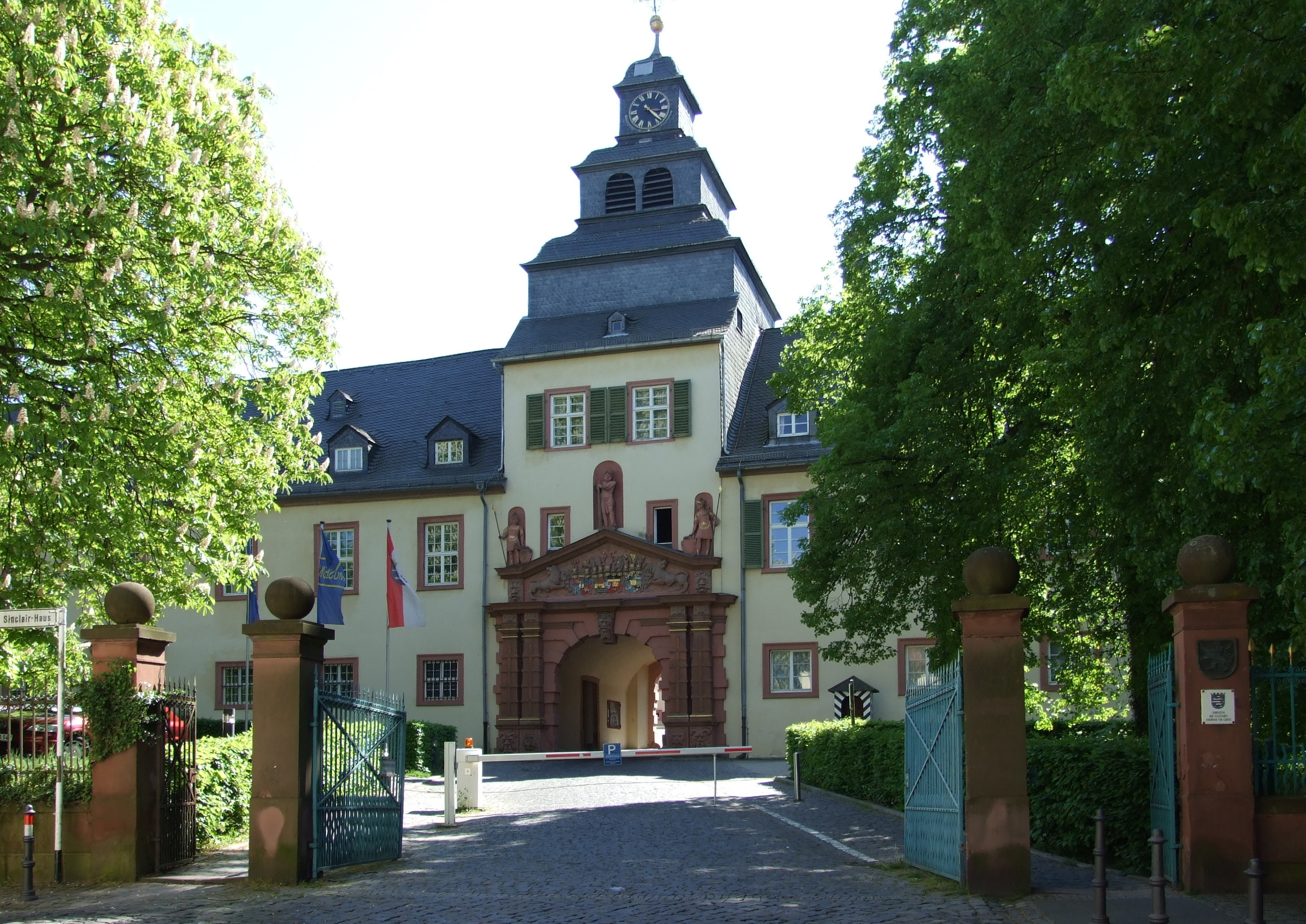
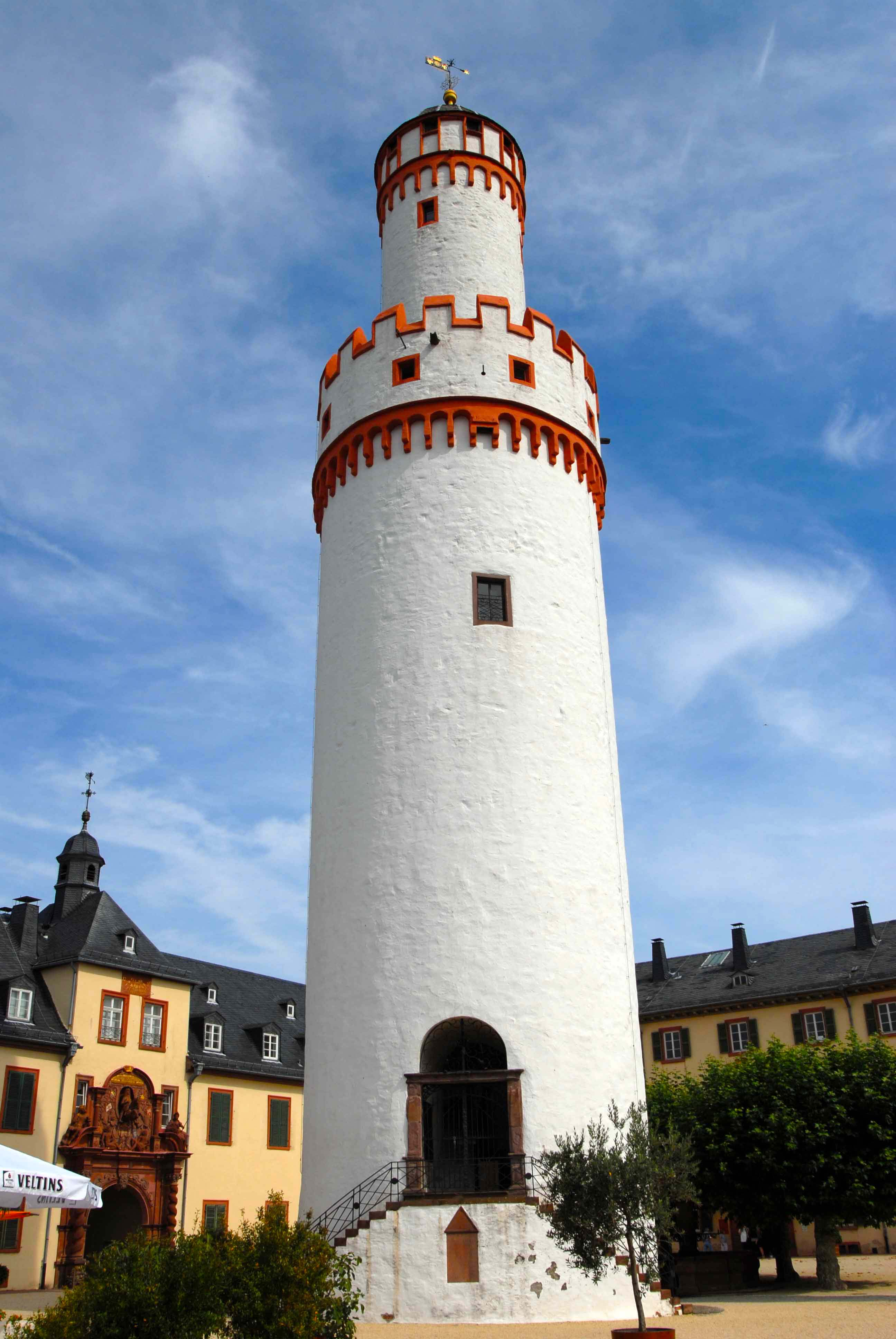
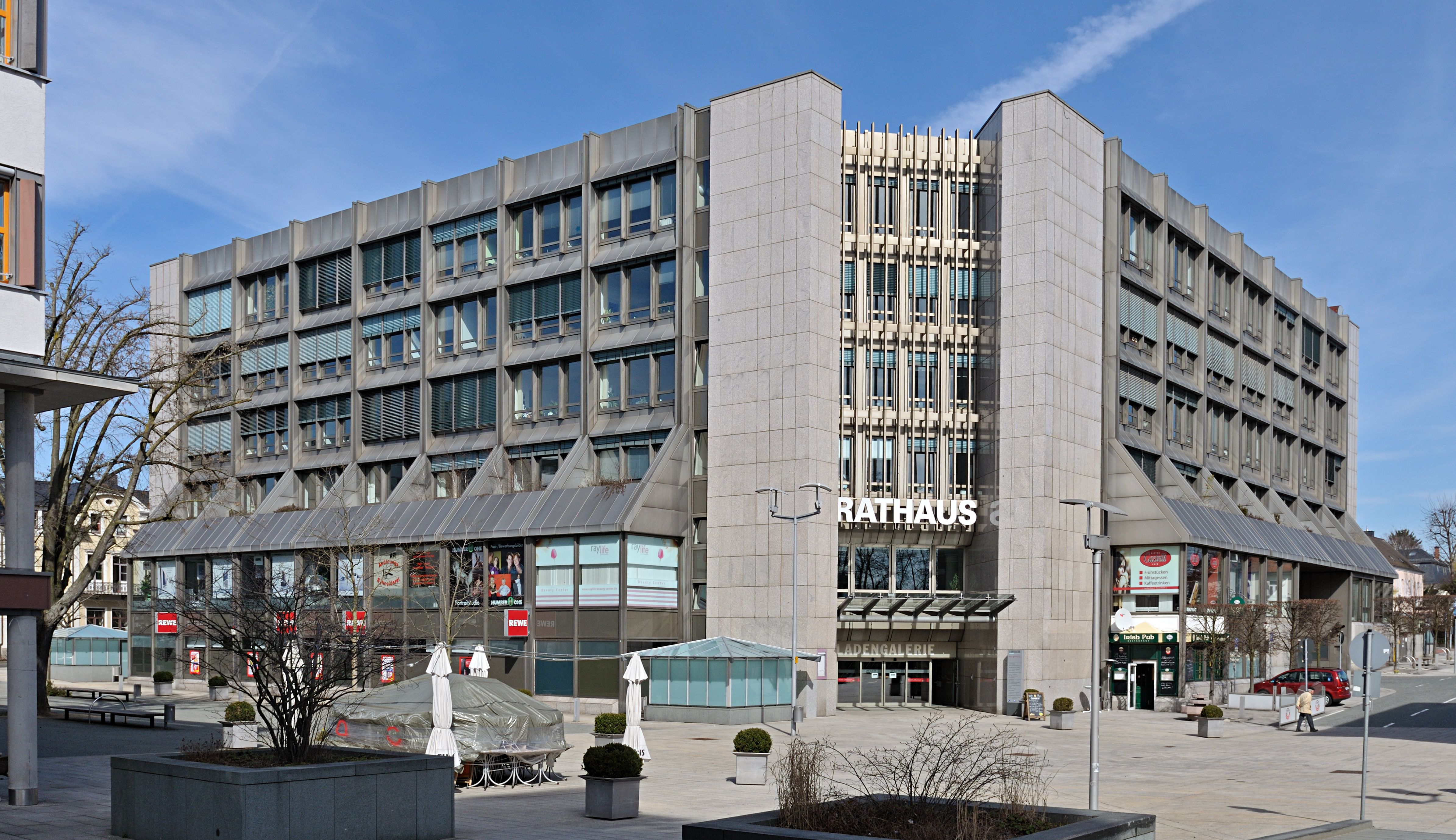
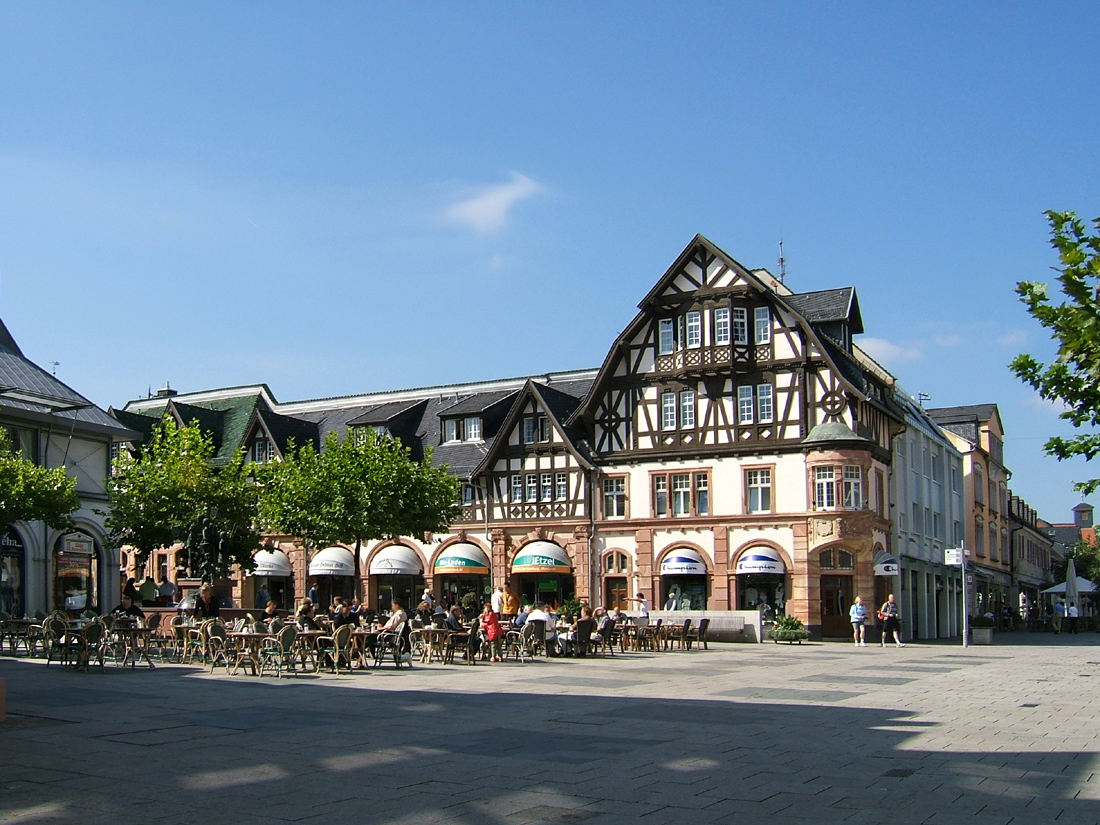
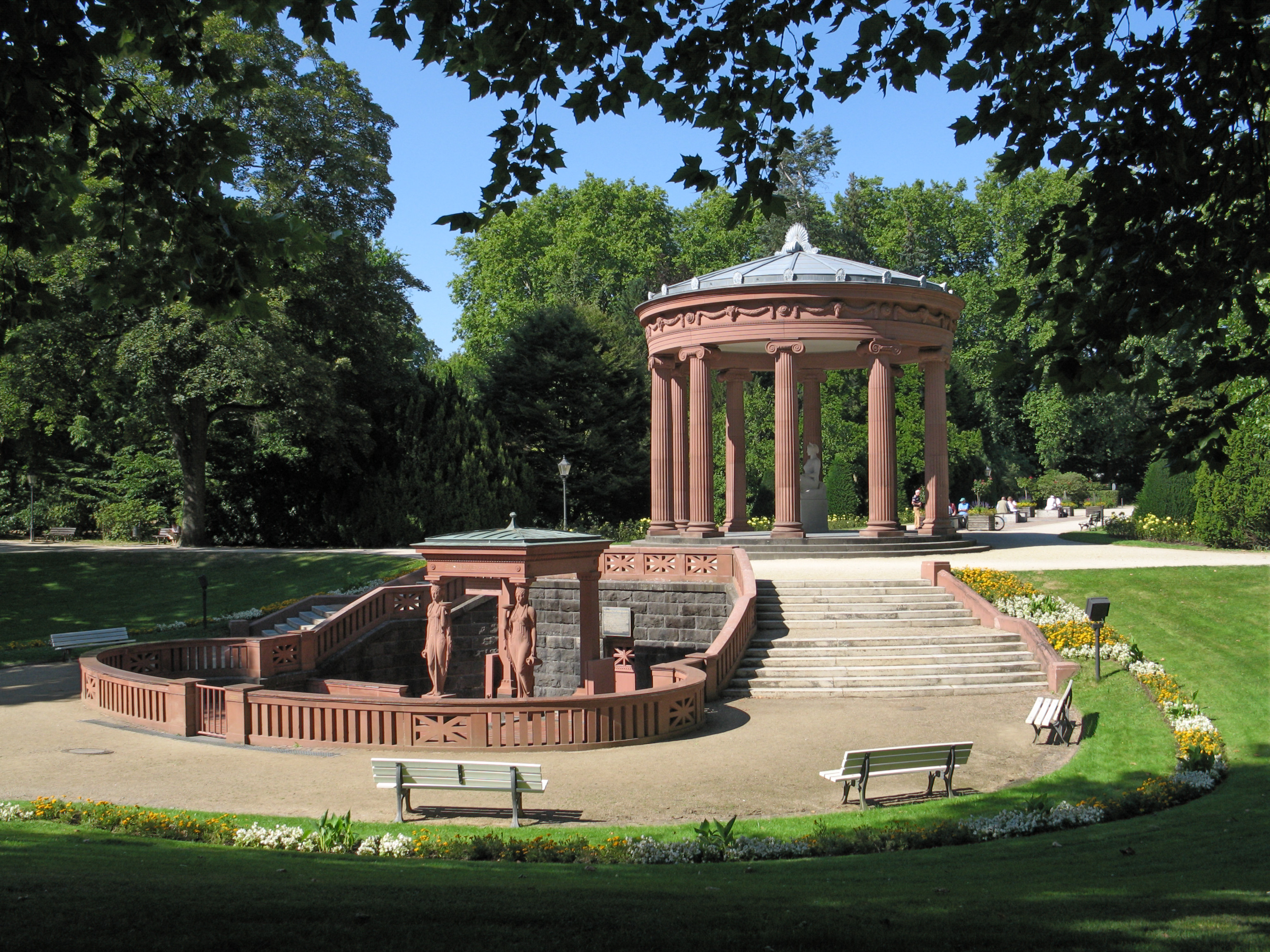

- Verlosserskerk;
- Russische kapel.

## Geboren
- Torsten Stenzel (1971), danceproducer

Bad Homburg vor der Höhe · Friedrichsdorf · Glashütten · Grävenwiesbach · Königstein im Taunus · Kronberg im Taunus · Neu-Anspach · Oberursel · Schmitten · Steinbach · Usingen · Wehrheim · Weilrod